# Pfarrkirche Matrei am Brenner

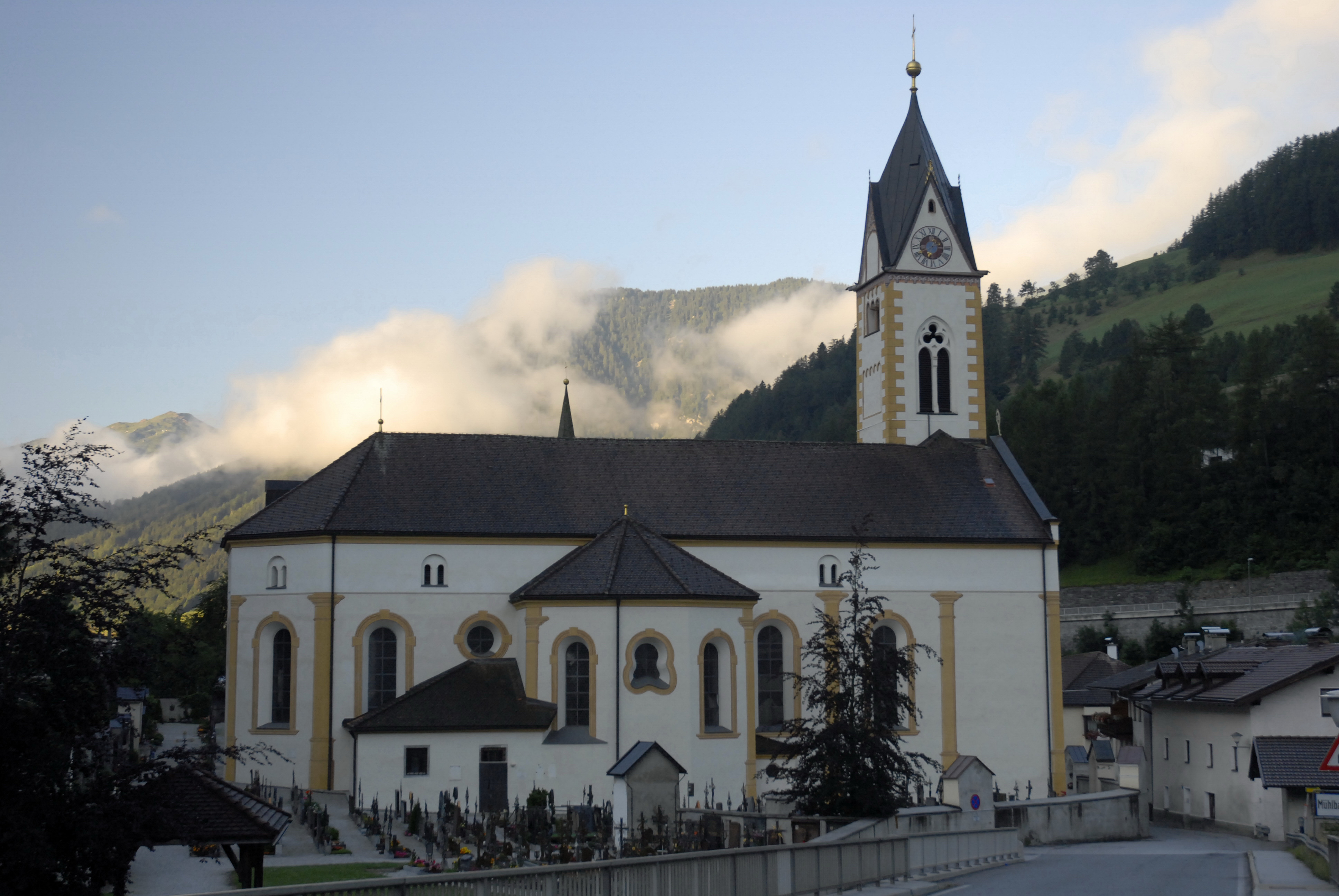
Pfarrkirche Mariä Himmelfahrt

Die Pfarrkirche Mariä Himmelfahrt, auch Matreier Pfarrkirche, auch Wallfahrtskirche Unser Herr im Elend, ist eine römisch-katholische Kirche in Altstadt (Tirol) und Sitz der Urpfarre Matrei am Brenner.
Der spätgotische barockisierende Kirchenbau mit einem romanischen Südturm mit spätgotischen Schallfenstern steht östlich der Sill auf Pfoner Gemeindegebiet und ist von einem Friedhof umgeben.

## Geschichte
Urkundlich erst 1311 genannt erfolgte 1470 ein spätgotischer Umbau durch den Meister Stefan. Von 1754 bis 1755 wurde die Kirche nach den Plänen des Hofmalers Josef Adam Mölk vergrößert und barockisiert.

## Architektur

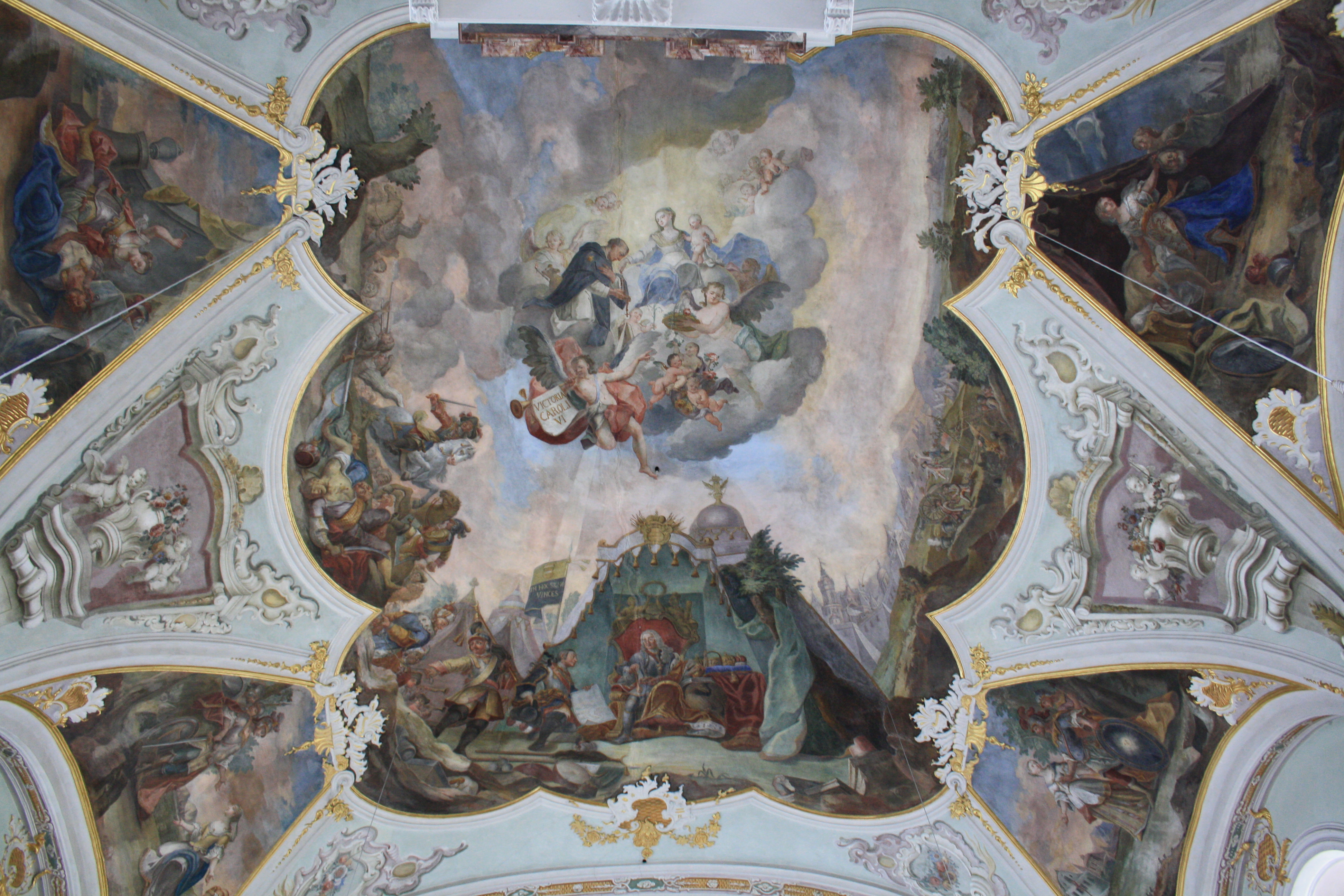
Langhausdeckenfresken von Joseph Adam Ritter von Mölk, 1755

Das Langhaus hat einen dreiseitig geschlossenen Chor und links und rechts querschiffartige dreiseitig geschlossene Seitenkapellen und beidseits zwischen Chor und Seitenkapellen angebaute Sakristeien. Über den großen Rundbogenfenstern sind Obergadem mit kleinen gekuppelten Rundbogenfenstern. Der Südturm mit einem kurzen Spitzgiebelhelm steht bündig in der westlichen Giebelfassade, ist mit romanischen Rundbogenfriesen gegliedert, im Glockengeschoß sind spätgotische gekuppelte Maßwerkfenster. Die Westfassade hat ein spitzbogiges profiliertes Steinportal, darüber gekuppelte Rundbogenfenster. Seitlich vom Portal wurden 1925 spätgotische Freskenreste freigelegt, links Beweinung, rechts Geburt Christi und Verkündigung an die Hirten, welche Ludwig Konraiter 1482 schuf.
Im Emporenjoch ist eine Doppelempore mit gebauten Brüstungen. Das zweijochige Langhaus und der Chor ist mit einer Stichkappentonne überwölbt, die Vierung mit einer Flachkuppel überwölbt, die innen rund geschlossenen Seitenkapellen und Apis mit Halbkuppeln überwölbt. Die Wände sind mit Wandpfeilern mit vorgelegten Pilastern und einem gekröpften Gebälk gegliedert, die Fenster sind rundbogig, die Dreipassfenster und Oculi geschweift. In den Gewölbeansätzen ist ein Rokokoschmuck.
Die Deckenfresken schuf Josef Adam Mölk, in den Stichkappen des Chores Szenen aus der Legende des Matreier Schmerzensmannes, in den Zwickeln von links nach rechts die Heiligen Johannes und Lukas, Aloysius, Euphemia, Matthäus und Markus, im Querschiff Salomon geleitet die Königin von Saba zum Thron, an den Pendentifs die vier Weltteile, nördlich König Wenzel bricht den Stab über den hl. Johannes Nepomuk, südlich Herodes verurteilt Johannes den Täufer, im Langhaus Kaiser Karl VI. empfängt die Nachricht vom Sieg über die Türken, darüber die Gottesmutter und der hl. Domenikus, in den Zwickeln Jahel tötet Sisara, Abigail und David, Judith und Holofernes, Rahab und die Kundschafter. Das Deckenfresko Aufnahme Mariens in den Himmel im Chor schuf 1945 Waldemar Kolmsperger der Jüngere.

## Ausstattung

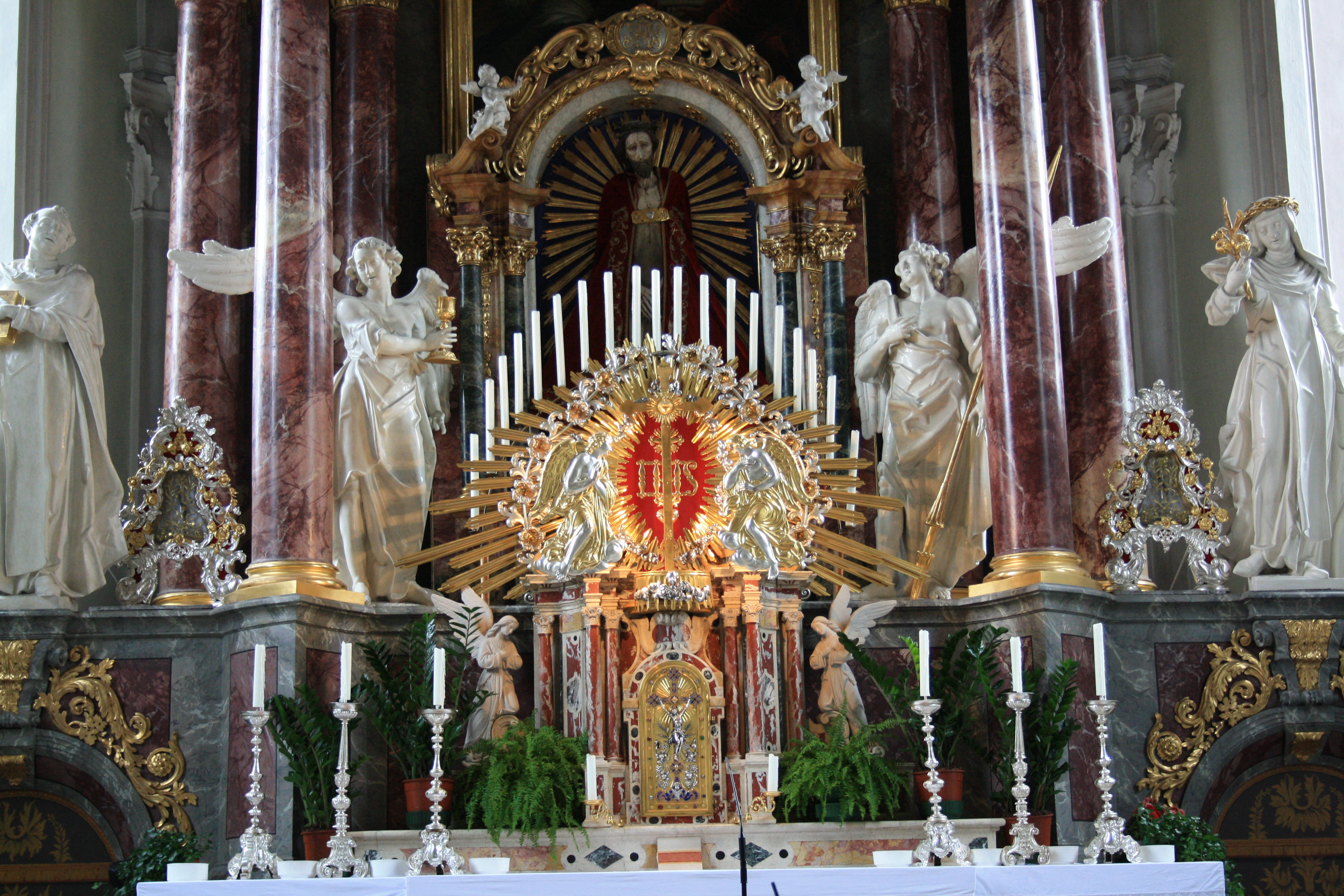
Urbild Figur Unser Herr im Elend über dem Tabernakel, Anfang 14. Jh.

Der Rokokoaltar aus dem dritten Viertel des 18. Jahrhunderts hat ein hohes Sockelgeschoß mit Opfergangportalen und einen Säulenaufbau mit gekröpften Gebälk und zeigt das Altarblatt Himmelfahrt Mariens von Josef Adam Mölk aus 1755. Über dem Tabernakel ist die bekleidete Holzfigur Unser Herr im Elend aus dem Anfang des 14. Jahrhunderts. Die Figuren sind links der hl. Dominikus, rechts die hl. Katharina von Siena, auf dem Gebälk sind Engel, im Auszug eine Dreifaltigkeitsgruppe. Die Querschiffaltäre aus dem dritten Viertel des 18. Jahrhunderts. Das linke Altarblatt hl. Johannes Nepomuk vor der Madonna, das rechte Altarblatt hl. Antonius von Padua, werden der Werkstatt Josef Adam Mölk zugeschrieben. Es gibt zwei klassizistische Nebenaltäre im Chor, links Altarblatt Unbefleckte Empfängnis, rechts Engelsturz, um 1837. Die klassizistische Kanzel aus der 1. Hälfte des 19. Jahrhunderts zeigt am Korb die Reliefs Kreuztragung, Jüngstes Gericht, Übergabe der Gesetzestafeln an Moses. Im Querschiff sind Ölgemälde hl. Petrus und hl. Maria Magdalena aus der zweiten Hälfte des 18. Jahrhunderts. Die Kreuzwegstationen schuf 1840 der Maler Josef Renzler. Die geschnitzte Pietà in der Taufkapelle schuf 1936 der Bildhauer und Holzschnitzer Hans Buchgschwenter.
Das Hauptgehäuse der Orgel ist aus dem ersten Viertel des 19. Jahrhunderts, das Werk mit einem neuen Rückpositiv schuf 1976 der Orgelbau Reinisch-Pirchner.
An der südlichen Friedhofsmauer ist eine Bronzebüste zum Priester und Politiker Franz Kolb von Hans Buchgschwenter aus 1961. Auch den Brunnen vor der Pfarrkirche mit einer Madonnenfigur aus Kunststein schuf 1963 Hans Buchgschwenter.

## Nachweise
- Dehio Tirol 1980, Pfons, Pfarrkirche Mariae Himmelfahrt, Sitz der Urpfarre Matrei am Brenner, Seiten 605 f.
- Pfarrkirche Mariä Himmelfahrt, Webpräsenz der Pfarre Matrei am Brenner

Koordinaten: 47° 8′ 12,1″ N, 11° 27′ 13,5″ O